# Busto de Carlo Antonio del Pozzo
O Busto de Carlo Antonio del Pozzo é um retrato escultural feito em mármore pelo artista italiano Gian Lorenzo Bernini. Faz parte do acervo das Galerias Nacionais da Escócia, em Edimburgo. Carlo Antonio era uma das pessoas mais poderosas da Toscana em sua época, sendo também benfeitor das artes. A escultura foi encomendada postumamente por Cassiano dal Pozzo, de quem Carlo era mentor. Não era usual a confecção de bustos póstumos. Acredita-se que Bernini teve acesso à câmara mortuária de Carlo para produzi-la.
Anteriormente, a obra encontrava-se desde 1715 no Castelo Howard, em Yorkshire. Foi comprada pela Galeria em 1986 durante um leilão por apenas três milhões de libras esterlinas (o valor estimado era de sete milhões e meio).